# گومورا (مجموعه تلویزیونی)
گومورّا (ایتالیایی: Gomorra) مجموعه تلویزیونی جنایی-درام است که در سال ۲۰۱۴ بر اساس رمان تحقیقی گومورا نوشتهٔ روبرتو ساویانو ساخته شد. این سریال که محصول اسکای ایتالیا است، در ناپل فیلمبرداری شده و تصویری از فعالیت‌های مافیای این شهر به بیننده ارائه می‌کند.